# Марголин, Джейми
Джейми Марголин (англ. Jamie Margolin; род. 10 декабря 2001 года, Сиэтл, Вашингтон, США) — американская экоактивистка. Одна из основателей организации Zero Hour. Занималась написанием статей для различных СМИ, таких как CNN и HuffPost.

## Биография
В 2017 году в возрасте 15 лет Джейми вместе с Надей Назар, Занаги Артис и другими молодёжными активистами основала молодёжную организацию по борьбе с изменением климата Zero Hour. Она была одним из исполнительных директоров организации. Марголин стала соучредителем Zero Hour в результате впечатлений, полученных ею после урагана «Мария» в Пуэрто-Рико, и её личный опыт во время пожаров в Вашингтоне в 2017 году. Прославилась девушка как истец в деле Аджи П. против Вашингтона, предъявив иск штату Вашингтон за бездействие в борьбе с изменением климата на том основании, что стабильный климат является правом человека.
Её статьи об изменении климата появились во многих публикациях, включая HuffPost, Teen Ink и CNN. Она была участницей курса Teen Vogue в 2018 году. В 2018 году она также была названа одной из 25 женщин, меняющих мир по версии журнала People. Марголин — член Младшего штата Америки (Junior State of America).
В сентябре 2019 года она принимала участие в деятельности молодёжной группы, подавшей в суд на губернатора Джея Инсли и штат Вашингтон за выбросы парниковых газов в штате. После судебного процесса её попросили дать показания против них в рамках группы под названием «Голоса, ведущие новое поколение в отношении глобального климатического кризиса», где подростки, опасающиеся изменения климата, смогли изложить свои аргументы. Молодёжь в этом иске была обеспокоена бездействием правительства Вашингтона в отношении изменения климата, подразумевая, что они отказывают молодому поколению в конституционном праве на пригодную для жизни окружающую среду без этих экологических проблем, с которыми они сталкиваются.
Джейми Марголин стала соучредителем организации Zero Hour Organization в 2016 году в возрасте 14 лет. Эта группа молодёжных активистов заостряют проблему на том, что официальные лица по всему миру не предпринимают никаких действий в отношении изменения климата.
Марголин утверждает: «Происходит кризис, но никаких действий не предпринимается. Эта организация — некоммерческая международная организация, цель которой — информировать людей о климатическом кризисе и вовлекать больше людей в активную деятельность. Их первой целью было создание национальный день массовых действий, призванный привлечь больше молодёжи к борьбе за здоровье планеты. Используя #thisisZeroHour, преданные своему делу молодые люди в этой организации надеются послать сигнал о том, что больше не нужно терять время и действовать необходимо как можно скорее принять меры по борьбе с изменением климата». В своём заявлении о миссии они объясняют: «Мы считаем, что каждый человек из каждого сообщества должен иметь доступ к чистому воздуху, воде и общественным землям. Мы верим в то, что потребности и здоровье наших сообществ должны быть важнее корпоративной выгоды». Наряду с другими целями они надеются вовлечь в борьбу других людей по всему миру. Они пытаются сосредоточиться «на обучении людей тому, что такое климатический кризис и как быть активистом, чтобы помочь в решении этой проблемы».

## Награды
В 2019 году Джейми получила награду MTV EMA Generation Change (изменение поколения).
Она была основным докладчиком на церемонии вручения премии Vision Awards 2020.